# London Bridge (métro de Londres)
Pour les articles homonymes, voir London Bridge (homonymie).
London Bridge est une station de la Jubilee line et de la Northern line du métro de Londres, en zone 1. Elle est située sur la Duke St Hill, à proximité du Pont de Londres, sur le territoire du borough londonien de Southwark.
Station de correspondances, elle est incluse dans le complexe de la gare de London Bridge.

## Services aux voyageurs

### Accès et accueil
La station est située Tooley street. Il y a également une entrée au 31 Borough High street.
La station est accessible aux handicapés depuis la rue jusqu'aux trains.

### Desserte
Le week-end la station est ouverte 24 heures sur 24.

## À proximité
- Cathédrale de Southwark
- Pont de Londres
- London Dungeon
- The Shard.